# Werner von Strucker
Werner von Strucker es un personaje Alemán que aparece en los cómics estadounidenses publicados por Marvel Comics.
El personaje ha visto una adaptación de acción en vivo en Agents of S.H.I.E.L.D., interpretado por Spencer Treat Clark, en la tercera y quinta temporada ambientada en el Universo Cinematográfico de Marvel.

## Historial de publicaciones
Werner von Strucker apareció por primera vez en Nick Fury, Agent of S.H.I.E.L.D. Vol. 2 #1 y fue creado por Bob Harras.

## Biografía del personaje ficticio
Werner von Strucker es el hijo mayor del Barón Wolfgang von Strucker y el medio hermano de los gemelos Fenris (Andrea von Strucker y Andreas von Strucker).
Werner brevemente toma el control de Hydra durante una de las supuestas muertes de su padre. Más tarde, Wolfgang regresa de entre los muertos a través del virus Death Spore. Werner usa su influencia para tratar de ganar parte del territorio de Kingpin después de que caiga del poder. La conferencia que dividiría el territorio Kingpin se establece en Las Vegas.
Al principio, las fuerzas de Werner detienen a dos espías, que en realidad eran Microchip y Mickey Fondozzi, dos socios del Punisher. Afirman ser Cuatro y Ocho, miembros de la organización llamada Imperio Secreto, uno de los asistentes a la conferencia de Werner. Sin querer arriesgar una brecha con el Imperio, Werner se niega a matarlos. A través de un espía, el Imperio se entera de los dos prisioneros. Casualmente, los cuatro y ocho reales no se habían presentado a la reunión de la división Kingpin. El Imperio Secreto se convence de que Cuatro y Ocho se han convertido en traidores. Envían a Chainsaw y sus pretorianos, una pandilla de motociclistas, a atacar a todo el grupo.
Werner sobrevive al ataque. Asiste a una reunión posterior de las organizaciones criminales, asistido por un hombre de cabello castaño. Este asistente es realmente su padre, el Barón Strucker. La reunión se transforma en violencia, parte de la cual se debe a que los hermanos de Werner creen que no es un digno sucesor de su padre. Después de la reunión se rompe, el Barón Strucker mata a Werner a través del virus Death Spore y vuelve al poder una vez más. El cadáver de Werner es encontrado por un vigilante súper poderoso llamado Terror. El Vigilante le roba uno de los ojos a Werner para obtener información sobre las recientes reuniones criminales.

## En otros medios
- Werner von Strucker hizo una aparición en la película de 1998 Nick Fury: Agent of Shield, interpretado por Scott Heindl.
- Werner von Strucker aparece durante la tercera y quinta temporada de Agents of S.H.I.E.L.D., interpretado por Spencer Treat Clark.[5]
  - En la tercera temporada, después de la muerte de su padre a manos de Ultron en los sucesos de Avengers: Age of Ultron, Werner cambia su nombre a Alexander Braun y usa su herencia para organizar fiestas fastuosas. Él es recibido por Grant Ward, quien lo convence de unirse a Hydra y continuar con el legado de su padre.[6] Strucker se enfrenta a Andrew Garner para matarlo, pero no puede después de que Garner se transforma en el inhumano Lash y mata a los agentes de Hydra con él.[7] Por su incapacidad para matar a Garner, Ward tiene Kebo en vencer a Strucker hasta que se queda en estado de coma.[8] Eventualmente, S.H.I.E.L.D. adquiere el cuerpo de Strucker, cuya condición había pasado de comatoso a vegetativo, para que Phil Coulson usara la Máquina de Frecuencia de Ondas Cerebrales Theta con el fin de obtener información sobre la ubicación de Gideon Malick.[9]
  - En la quinta temporada, episodio "Principia", Strucker es internado en un hospital psiquiátrico para recuperarse mientras sufre los efectos secundarios de la máquina de frecuencia de ondas cerebrales y una vez más usa su alias "Alexander Braun". Él es llevado por la General Hale y su hija Ruby, a quienes conocía cuando era más joven, antes de que los doctores lo logototatan. Hubo una referencia de que Ruby una vez se lesionó la última vez que interactuaron donde el Barón Strucker responsabilizó a Werner y lo golpearon delante de ellos. A pesar de su renuencia a trabajar con la General Hale, Ruby convence a Werner para que se una a su causa cuando ve que la General Hale está haciendo uso de uno de los experimentos de su padre en forma de levantar pesas como Carl Creel.[10] En el episodio "Inside Voices", Strucker comienza a trabajar en la traducción y la reescritura del trabajo de su padre para Hydra y además está motivado por Ruby para poder convertirse en la "Destructora de Mundos". Aunque hubo algunas demoras ya que a Strucker nunca se le enseñó el idioma alemán por parte de su padre.[11] Después de completar su tarea de traducir las notas de su padre, Strucker se une con Ruby, quien derroca a Hale y busca el dispositivo para transformar a Ruby. Se topan con Fitz y Simmons y los mantienen a punta de pistola para ayudar a reparar la máquina.[12] Después, Ruby se infunde con el 8% del Gravitonium (que contiene los restos de Franklin Hall e Ian Quinn), pero no controla sus nuevos poderes al aplastar accidentalmente el cráneo de Strucker.[13]